# Nicolaus Tirmann
Nicolaus Tirmann (auch Thirmann, Tyrman; † 1437 in Dresden) war ein Dresdner Ratsherr und Bürgermeister. Außerdem war er vier Jahre lang Rektor der Dresdner Kreuzschule.

## Leben
Nicolaus Tirmann stammte aus Meißen und erhielt an der Universität in Prag eine akademische Ausbildung, weshalb er in den Urkunden oft als Magister bzw. Meister Nicklas bezeichnet wird. Zunächst war er Priester und Notar des Dekans am Domkapitel Meißen, übernahm jedoch 1413 das Amt des Dresdner Stadtschreibers. In dieser Funktion oblag ihm die Verfassung aller städtischen Urkunden und Dokumente sowie die Führung der ab 1404 noch erhaltenen Stadtbücher.
Nachdem der Schulmeister und Rektor der Kreuzschule Peter von Dresden wegen seiner Unterstützung der Ideen des Jan Hus sein Amt aufgeben und die Stadt verlassen musste, übernahm Tirmann 1413 das vakante Amt des Rektors. In dieser Zeit verfasste er die älteste noch erhaltene Schulordnung Dresdens. 1418 gab er diese Doppelfunktion wieder auf und war bis 1424 nur noch als Stadtschreiber tätig.
1424 wurde Nicolaus Tirmann erstmals zum Bürgermeister Dresdens gewählt und gehörte seit diesem Zeitpunkt dem Rat an. 1434 übernahm er das Amt des Kämmerers und war somit für die gesamten städtischen Finanzen zuständig.  Außerdem ist er 1427 erneut als Bürgermeister genannt, ebenso in den Jahren 1430, 1433 und 1437. In seinem letzten Amtsjahr verstarb Tirmann und hinterließ eine Witwe.
Neben seiner Amtstätigkeit betrieb er den Gewandschnitt. Außerdem war er ab 1431 gemeinsam mit Peter Zcuzcke Besitzer des Dorfes Boderitz, welches beide dem Hofjuden Jordan abgekauft hatten.
An Nicolaus Tirmann erinnert die Tirmannstraße im Dresdner Stadtteil  Kleinpestitz.